# Дом фельдшера Машанова
Дом фельдшера Машанова — старинный дом в посёлке городского типа Верх-Нейвинском Свердловской области России, одна из достопримечательностей деревянного зодчества заводского посёлка. Расположен в центре Верх-Нейвинска, у перекрёстка улиц Карла Маркса и Мира (ранее Большая Проезжая и Кунарская соответственно). Адрес: ул. Карла Маркса, дом 34.
Здесь проживал земской фельдшер Михаил Константинович Машанов, в честь которого на стене дома установлена памятная доска.

## Архитектура
Дом фельдшера Машанова деревянный, одноэтажный, на бетонном фундаменте, выступающем с лицевой стороны. Материал брёвен — лиственница. В доме две квартиры, разделённые перегородкой по середине. Здание имеет почти симметричную форму. У дома 14 окон: 6 окон с лицевой стороны, по 3 на каждую из квартир, на боковых — по 4 окна. Окна имеют красивые зелёные наличники с белыми резными узорами. Крыша дома пурпурная. Её основа представляет собой шестиконечную пирамиду. От основания крыши по середине в сторону улицы выходит отсек треугольной формы с маленьким окошком. Под крышей по периметру дома тянется белый резной узор. Длина дома (лицевая сторона) примерно с десяток метров. Ширина дома вместе с крытым двором или пристройками почти соизмерима с длиной. Перед домом имеется разделённый по двум квартирам палисадник: с левой стороны — с невысоким забором, с правой — крупным решётчатым забором с каменными фигурными столбами.

## Памятная плита
На лицевой стороне дома слева установлена чёрная плита в память о Михаиле Константиновиче Машанове. В левом верхнем углу плиты красуется его портрет. Взгляд Михаила Константиновича обращён немного в сторону от смотрящего. Сам Михаил одет в костюм с белой рубашкой и галстуком. Изображение занимает почти четверть поверхности плиты. Рядом с портретом нанесена белая надпись, одна часть которой расположена в правом верхнем углу, другая — ниже изображения, но строго по центру. Текст на плите (переносы указаны чертами):
«В этом доме / с 1889 по 1937 гг. / проживал / Машанов / Михаил /Константинович / Почётный гражданин Верх-Нейвинска / Фельдшер заводского госпиталя / Земский врач / Один из основателей медицины / горно-заводского округа».
Открытие памятной доски торжественно состоялось 12 мая 2017 года в присутствии потомков Михаила Машанова — его правнучки О. В. Седых и внучки С. Т. Обориной, а также главы городского округа Верх-Нейвинский Елены Сергеевны Плохих, главы Горнозаводского округа Евгения Тиморгалиевича Каюмова и других. Данное мероприятие было посвящено 355-летию посёлка и 255-летию Верх-Нейвинского завода.

## История
Во времена Российской империи на Большой Проезжей улице располагалось множество домов знатных людей. Особо уважаемым жителем дореволюционного Верх-Нейвинска был и Михаил Константинович Машанов — земско-заводской фельдшер. Он родился 7 мая 1858 года в селе Рафайлове Ялуторовского уезда Тобольской губернии. В 1884 году, после окончания учёбы, он женился на Александре Кирилловне Павловой — дочери купца из Шадринска. Молодожёны переехали в Верх-Нейвинск. Родители супруги помогли молодой семье и поставили им хороший двухэтажный купеческий дом с балконом и большими окнами, который сгорел при пожаре.
Жена Михаила скончалась от порока сердца в 1896 году. Уже в то время Михаил Константинович был известным верх-нейвинцем и за свой труд по ходатайству заводских жителей был удостоен звания «Почётный гражданин». В любое время года он объезжал дома своих пациентов и всегда внимательно к ним относился. Овдовев, Машанов вступил в брак второй раз. Вторая жена — Александра Михайловна — родила ему троих детей: Клавдию (1897—1986), Николая (1899—1919) и Константина (1900—1920). После рождения младшего сына вскоре скончалась и вторая супруга. Узнав об этой трагедии, священник Николай Носов, который служил в то время в селе Николо-Павловском Верхотурского уезда, решил выдать замуж за Михаила свою старшую дочь Александру, и вскоре Михаил и Александра обвенчались. Третья жена Машанова была значительно моложе Машанова. Она родилась 22 октября 1883 года. Александра Николаевна была доброй и преданной женщиной и посвятила свою дальнейшую жизнь воспитанию детей Михаила Константиновича, а также их совместных детей. Всего в семье Машановых выросло трое сыновей и четверо дочерей, двое детей умерло во младенчестве. Во время Гражданской войны Константин — один из сыновей Михаила Машанова — поступил на военную службу в отряд Хохрякова. При боевых действиях молодой человек погиб 5 марта 1920 года в Перми. Его имя увековечено у подножия памятника борцам за власть Советов напротив здания волостного правления.
Примерно в те же года прежний дом Машановых сгорел. Машановы возвели на месте пепелища новый светлый и просторный дом. При строительстве нового дома для повзрослевших детей была отделена квартира с другим входом. Сам Михаил Константинович продолжал работать земским врачом Верх-Нейвинска и окрестных селений. В его бытность была построена заводская больница, здание которой расположено ныне на площади Революции. Александра Николаевна в то время была депутатом Верх-Нейвинского поссовета и возглавляла социально-культурную секцию.
С середины 1920-х годов одну из комнат машановского дома снимал Яков Исаакович Сажин, бывший писатель и воин Русской императорской армии. В то время он занимал должность бухгалтера в артели «Изобретатель», а с 1930 года Яков вёл и заводскую бухгалтерию.
8 сентября 1937 года Михаил Машанов скончался. Его вдова Александра в связи с ухудшением материального положения стала сдавать одну из квартир дома целиком. Среди жителей арендованной квартиры была Анастасия Константиновна Трифонова (1867—1956), учитель русского языка и литературы. Она родилась в Верхней Салде в многодетной семье заводского мастера сталелитейного цеха и домохозяйки. Вся её жизнь была посвящена педагогической деятельности. Она работала в Верх-Нейвинской школе вплоть до конца 1940-х годов, после чего вернулась в родной город. Уже в Верхней Салде за свой труд она была награждена орденами Ленина и Трудового Красного Знамени.
Александра Николаевна умерла 9 июня 1953 году, и после её кончины старшие дети и младшая дочь Магдалина Квинт продали дом. В нём поселились Агриппина Михайловна и Фёдор Георгиевич Кузнецовы, а также их дочь Вера с мужем Василием Яковлевым Агаповым и детьми. Семья Кузнецовых тоже была известной в посёлке. Фёдор Георгиевич долгое время работал начальником финансового отдела Верх-Нейвинского завода вторичных цветных металлов. Агриппина работала в школе учителем физики. За свой труд она была награждена орденом Ленина, медалями «За трудовую доблесть» и «Ветеран труда». После выхода на пенсию она была избрана председателем Верх-Нейвинского женсовета. Участники женсовета регулярно проводили лектории на различные темы, а также оказывали помощь врачебному участку в активизации населения в борьбе с эпидемиологическими заболеваниями.
В 1964 году Агаповы переехали в Свердловск-44. Агриппина Михайловна продала одну из квартир супругам Константину Дмитриевичу и Елене Васильевне Поздняковым. Елена почти всю жизнь занимала должность секретаря директоров Верх-Нейвинского завода, начиная от Исаии Ефремовича Фельдмана до Сергея Владимировича Сметанина. Позднее Агриппина Кузнецова тоже переехала к дочери в город, продав вторую квартиру Александру Александровичу и Ольге Михайловне Худяковым.
На 2010-е годы в одной из квартир бывшего машановского дома проживала семья Ташкиновых — супруги Сергей Фёдорович и Алевтина Геннадьевна. По их словам, в подполье дома были найдены остатки древесного угля, который мог сохраниться со времён пожара, когда сгорел первый дом Машановых.
12 мая 2017 года состоялось торжественное открытие памятной доски, установленной в честь фельдшера Михаила Константиновича Машанова.

### Пояснения
1. ↑  Существующий ныне дом построен в начале XX века на месте первого машановского дома. Последний был построен в конце XIX века, но сгорел при пожаре.
2. ↑  В настоящее время село Рафайлово входит в Исетский район Тюменской области.
3. ↑  В настоящее время село Николо-Павловское входит в Горноуральский городской округ и Пригородный район Свердловской области.